# Theo Frenkel
Theo Frenkel, nato Theodorus Maurits Frenkel  (Rotterdam, 14 luglio 1871 – Amsterdam, 20 settembre 1956), è stato un regista, attore e sceneggiatore olandese del cinema muto.

## Biografia
Theo Frenkel girò nella sua carriera oltre duecento film, in gran parte perduti. Preferiva usare il cognome di sua madre, un'attrice teatrale. Anche lui aveva iniziato la carriera calcando le tavole di un palcoscenico ed era conosciuto come Theo Bouwmeester. Il suo esordio nel cinema come regista risale al 1908 quando, per la britannica Hepworth, diresse The Anarchist's Sweetheart un cortometraggio girato negli studi di Walton-on-Thames.
Frenkel lavorò in tutta Europa, girando film in Gran Bretagna, in Francia, in Germania e nei Paesi Bassi. Lasciò il cinema a metà degli anni venti. Riapparve brevemente sullo schermo nelle vesti di attore in due film olandesi degli anni quaranta dove fu diretto da Ernst Winar.

## Filmografia
La filmografia - basata su IMDb - è completa.

### Regista

#### 1908
- The Anarchist's Sweetheart (1908)
- To the Custody of the Father (1908)
- Poverty and Compassion (1908)

#### 1909
- A Woman's Vanity (1909)
- When Thieves Fall Out (1909)
- The Wrong Coat (1909)
- The Special Licence (1909)
- The Bailiff and the Dressmakers (1909)
- Bailiff Makes a Seizure (1909)
- The Treacherous Policeman (1909)
- Within an Ace (1909)
- The Luck of the Cards (1909)
- Only a Tramp (1909)
- One Good Turn Deserves Another (1909)
- The New Servant
- Salome Mad (1909)
- Mistaken Identity (1909)
- The Burglar and the Child
- Teaching a Husband a Lesson
- Farmer Giles' Visit to London (1909)
- The Curse of Money
- Robbing the Widowed and Fatherless (1909)
- Fellow Clerks
- A Narrow Escape from Lynching (1909)
- A Father's Mistake
- The Sleepwalker (1909)
- The Blind Man
- A Coward's Courage (1909)
- The Idiot of the Mountains (1909)
- A Sinner's Repentance
- An Attempt to Smash a Bank
- Two of the Boys
- Smith's Knockabout Theatre

#### 1910
- A Woman's Treachery (1910)
- Almost (1910)
- In the Hands of the Enemy (1910)
- Lord Blend's Love Story (1910)
- A Woman's Folly (1910)
- The Brothers (1910)
- From Storm to Sunshine (1910)
- The Stricken Home' (1910)
- The Picture Thieves (1910)
- The Little Orphan (1910)
- His Only Daughter (1910)
- The Two Fathers (1910)
- The Old Soldier (1910)
- The Child and the Fiddler (1910)
- Jailbird in Borrowed Feathers
- A Worker's Wife (1910)
- A Mad Infatuation (1910)
- True to His Duty (1910)
- The Plans of the Fortress
- Jake's Daughter (1910)
- His Wife's Brother (1910)
- Great Fight at All-Sereno
- A Sailor's Sacrifice
- The Suffragettes and the Hobble Skirt
- Impersonating the Policeman Lodger
- The Wedding That Didn't Come Off
- The Coster's Wedding (1910)
- The Bully (1910)
- The Bewitched Boxing Gloves
- The Freezing Mixture
- The Electrical Vitalizer
- A Moving Picture Rehearsal
- Seeing London in One Day
- Juggling on the Brain
- His Mother's Necklace
- The Old Hat
- Our Darling
- His Brother's Wife (1910)
- By Order of Napoleon
- A Record Hustle Through Foggy London

#### 1911
- Oedipus Rex
- A Tragedy of the Olden Times
- Through Fire to Fortune (1911)
- The Highlander
- The King of Indigo
- The Lost Ring
- From Factory Girl to Prima Donna
- Kitty the Dressmaker
- Love Conquers
- The Crusader (1911)
- Lady Beaulay's Necklace
- Love's Strategy (1911)
- The Rebel's Daughter
- His Conscience
- A Modern Hero
- The Amorous Doctor
- The Two Chorus Girls
- Fate
- Following Mother's Footsteps
- Swank and the Remedy
- The Fall of Babylon
- Telemachus
- The Clown's Sacrifice
- The Burglar as Father Christmas
- Kinemacolor Songs
- The Woodcutter's Romance
- The Flower Girl of Florence
- A French Duel
- Brown's German Liver Cure
- His Last Burglary (1911)
- Detective Henry and the Paris Apaches
- Two Can Play at the Same Game
- A Devoted Friend
- The Blackmailer (1911)
- In the Reign of Terror
- Samson and Delilah
- Checkmated (1911)
- Galileo (1911)
- A Noble Heart
- A Balkan Episode
- The Little Daughter's Letter
- Johnson at the Wedding
- Love in a Cottage
- Boys Will Be Boys (1911)
- The Hypnotist and the Convict
- Little Lady Lafayette
- Mischievous Puck
- The Modern Pygmalion and Galatea
- Mystic Manipulations
- Uncle's Picnic
- The Wizard and the Brigands
- Julius Caesar's Sandals
- Major the Red Cross Dog
- The Millionaire's Nephew
- Music Hath Charms (1910)
- Dandy Dick of Bishopsgate
- The Last Farewell
- A Lucky Escape
- Two Christmas Hampers
- The Fisherman's Daughter
- Love Story of Charles II
- Oliver Cromwell
- The General's Only Son
- Simpkin's Dream of a Holiday
- The Priest's Burden
- Nell Gwynn the Orange Girl
- The Inventor's Son
- The Magic Ring (1911)
- The Adopted Child
- Buffalo Bill on the Brain
- Caesar's Prisoners
- A Citizeness of Paris
- Ester: A Biblical Episode
- For the Crown (1911)
- Love or Riches
- The Passions of an Egyptian Princess
- The Peasants and the Fairy
- The Silken Thread
- La Tosca (1911)
- Trilby and Svengali

#### 1912
- The Little Wooden Soldier
- A Seaside Comedy
- The Two Rivals
- The Minstrel King
- Gerald's Butterfly
- The Vicissitudes of a Top Hat
- The Tide of Fortune (1912)
- The Old Guitar
- The Cap of Invisibility
- A True Briton
- An Elizabethan Romance
- A Gambler's Villainy
- The Vandal Outlaws
- The Lust for Gold
- Romani, the Brigand
- Only a Woman
- The Mighty Dollar
- Ofia, the Woman Spy
- Light After Darkness
- Don Caesar de Bazan (o Don César de Bazan) - cortometraggio (1912)
- The Way of the Transgressor - cortometraggio (1912)
- The Prodigal Daughter (1912)
- Talma

- Le bagnard

- Carmen

#### 1913
- A Whiff of Onion
- The Boatswain's Daughter
- Frauenleid
- An Actor's Romance - cortometraggio (1913)
- Hasard
- The Orphan (1913)

#### 1914
- The Fight for the Great Black Diamond

#### 1915
- Fatum
- Het Wrak van de Noordzee

#### 1916
- Genie tegen geweld
- Levensschaduwen

#### 1918
- De duivel
- Het proces Begeer
- Pro domo

#### 1919
- De duivel in Amsterdam
- Op stap door Amsterdam
- Zonnestraal
- Schoonheidswedstrijd

#### Anni Venti
- Aan boord van de 'Sabina'
- Geeft ons kracht
- Helleveeg
- De dood van Pierrot
- Menschenwee
- De bruut
- Alexandra (1922)
- Judith (1923)
- Frauenmoral
- Amsterdam bij nacht
- Frauen im Sumpf. Aus dem Leben einer Hochstaplerin
- Cirque hollandais
- Dries de brandwacht
- De cabaret-prinses
- Bet naar de Olympiade

### Attore
- Oedipus Rex
- The Fall of Babylon
- Telemachus
- Samson and Delilah, regia di Theo Frenkel
- Checkmated, regia di Theo Frenkel (1911)
- Caesar's Prisoners
- Trilby and Svengali
- A True Briton
- The Lust for Gold
- Romani, the Brigand
- Only a Woman
- Ofia, the Woman Spy
- Don Caesar de Bazan (o Don César de Bazan), regia di Theo Frenkel - cortometraggio (1912)
- A Whiff of Onion
- Twee zeeuwsche meisjes in Zandvoort
- Zijn viool
- De verwisseling onder het bed
- Luchtkastelen
- De bruut
- Alexandra
- Dik Trom en zijn dorpsgenoten, regia di Ernst Winar
- Vijftig jaren, regia di Ernst Winar (1948)

### Sceneggiatore
- Het wrak van de Noorzee, regia di Theo Frenkel (1920)
- Genie tegen geweld
- Levensschaduwen
- De duivel
- Het proces Begeer
- Pro domo
- De duivel in Amsterdam
- Zonnestraal
- Aan boord van de 'Sabina'
- Geeft ons kracht
- Helleveeg
- Menschenwee
- Alexandra
- Frauenmoral
- Amsterdam bij nacht
- Frauen im Sumpf. Aus dem Leben einer Hochstaplerin
- Cirque hollandais
- De cabaret-prinses

### Produttore
- Het wrak van de Noorzee, regia di Theo Frenkel (1920)
- Aan boord van de 'Sabina' , regia di Theo Frenkel (1920)
- Geeft ons kracht, regia di Theo Frenkel (1920)
- Frauen im Sumpf. Aus dem Leben einer Hochstaplerin, regia di Theo Frenkel (1924)